# رودریگو کویروگا
رودریگو دانیل کویروگا (به انگلیسی: Rodrigo Daniel Quiroga) متولد ۲۳ مارس ۱۹۸۷ در سن خوآن در آرژانتین بازیکن و کاپیتان تیم ملی والیبال مردان آرژانتین است.

## زندگینامه
او از خانواده والیبالی به به دنیا آمد و والیبال را در سطح جوانان در باشگاه اوبراس سانتاریاس آغاز کرد او کار حرفه‌ای خود را با باشگاه د آمیگوس آرژانتین آغاز نمود و بلافاصله به سری ب ایتالیا رفت و به باشگاه باسانو پیوست و بعد به کاتانیا رفت و اولین بازی ملی خود را در لیگ جهانی والیبال ۲۰۰۷ انجام داد و بعد به کاله پیوست و پس از یک دوره کوتاه در ایران به مقام سومی لیگ برتر والیبال ایران دست یافت و دوباره به ایتالیا بازگشت و به عضویت باشگاه والنتینا درآمد و بازی‌های قابل قبولی را به نمایش گذاشت و در فصل بعدی او به ایراکلیس تسالونیکی پیوست و با این تیم تا رقابت‌های فینال جام حذفی یونان و لیگ برتر یونان پیش رفت. او در سال ۲۰۱۱ به آنجلو کوستا پیوست و به ایتالیا بازگشت و فصلی متوسط را سپری نمود و بعد به لیگ برتر ترکیه رفت و به فنرباغچه پیوست و با این تیم قهرمان هر دو جام قهرمانی لیگ برتر و جام حذفی ترکیه شد.او در بازی های المپیک در لندن عنوان کاپیتا ن آرژانتین در این مسابقات حضور داشت و بعد در رده باشگاهی در سال ۲۰۱۳ به برزیل رفت می پوشد در حالی که با تیم ملی یکی از فینالیست‌های مسابقات قهرمانی آمریکا جنوبی ۲۰۱۳ بود تیم ملی آرژانتین حذف شد و او به عنوان بهترین اسپک زن این دوره از مسابقات انتخاب شد. رودریگو در حال حاضر عضو و کاپیتان باشگاه والیبال ویوو میناس در سری آ برزیل است.

## شخصی
او برادرزاده والیبالیست سابق تیم ملی آرژانتین رائول کویروگا است و به زبان‌های اسپانیایی، انگلیسی و ایتالیایی صحبت می‌کند.رودریگو از بزرگترین اسپک زن‌های جهان به‌شمار می‌رود.